# 120 mm Type 10
Il Type 10 era un cannone antiaereo usato perlopiù dalla marina imperiale giapponese nelle operazioni del Pacifico con un calibro di 120 millimetri. L'arma è stata originariamente progettata per essere utilizzata sulle navi ed è stato prodotta in gran numero nel corso del 1944.
Il cannone sparava proiettili shrapnel dal peso di 20,6 chilogrammi.